# Liste der Biografien/Stav
Liste der Biografien |
Portal Biografien |
Personensuche
# |
A |
B |
C |
D |
E |
F |
G |
H |
I |
J |
K |
L |
M |
N |
O |
P |
Q |
R |
S |
T |
U |
V |
W |
X |
Y |
Z |
?
 
Sa |
Sb |
Sc |
Sd |
Se |
Sf |
Sg |
Sh |
Si |
Sj |
Sk |
Sl |
Sm |
Sn |
So |
Sp |
Sq |
Sr |
Ss |
St |
Su |
Sv |
Sw |
Sy |
Sz
 
Sta |
Ste |
Sth |
Sti |
Stj |
Stl |
Sto |
Str |
Sts |
Stt |
Stu |
Stv |
Stw |
Sty
 
Staa |
Stab |
Stac |
Stad |
Stae |
Staf |
Stag |
Stah |
Stai |
Staj |
Stak |
Stal |
Stam |
Stan |
Stap |
Star |
Stas |
Stat |
Stau |
Stav |
Staw |
Stax |
Stay |
Staz
Die Liste der Biografien führt alle Personen auf, die in der deutschsprachigen Wikipedia einen Artikel haben. Dieses ist eine Teilliste mit 63 Einträgen von Personen, deren Namen mit den Buchstaben „Stav“ beginnt.

## Stav
- Stav, Dan (* 1956), israelischer Diplomat

### Stava
- Stavad, Ole (* 1949), dänischer Politiker (Socialdemokraterne), Mitglied des Folketing
- Stavans, Ilan (* 1961), mexikanisch-US-amerikanischer Essayist, Kulturkritiker, Journalist, Wörterbuch-Kompilator, Übersetzer und Pädagoge
- Stavarič, Michael (* 1972), österreichisch-tschechischer Autor, Herausgeber und ÜbersetzerMichael Stavarič (* 1972)

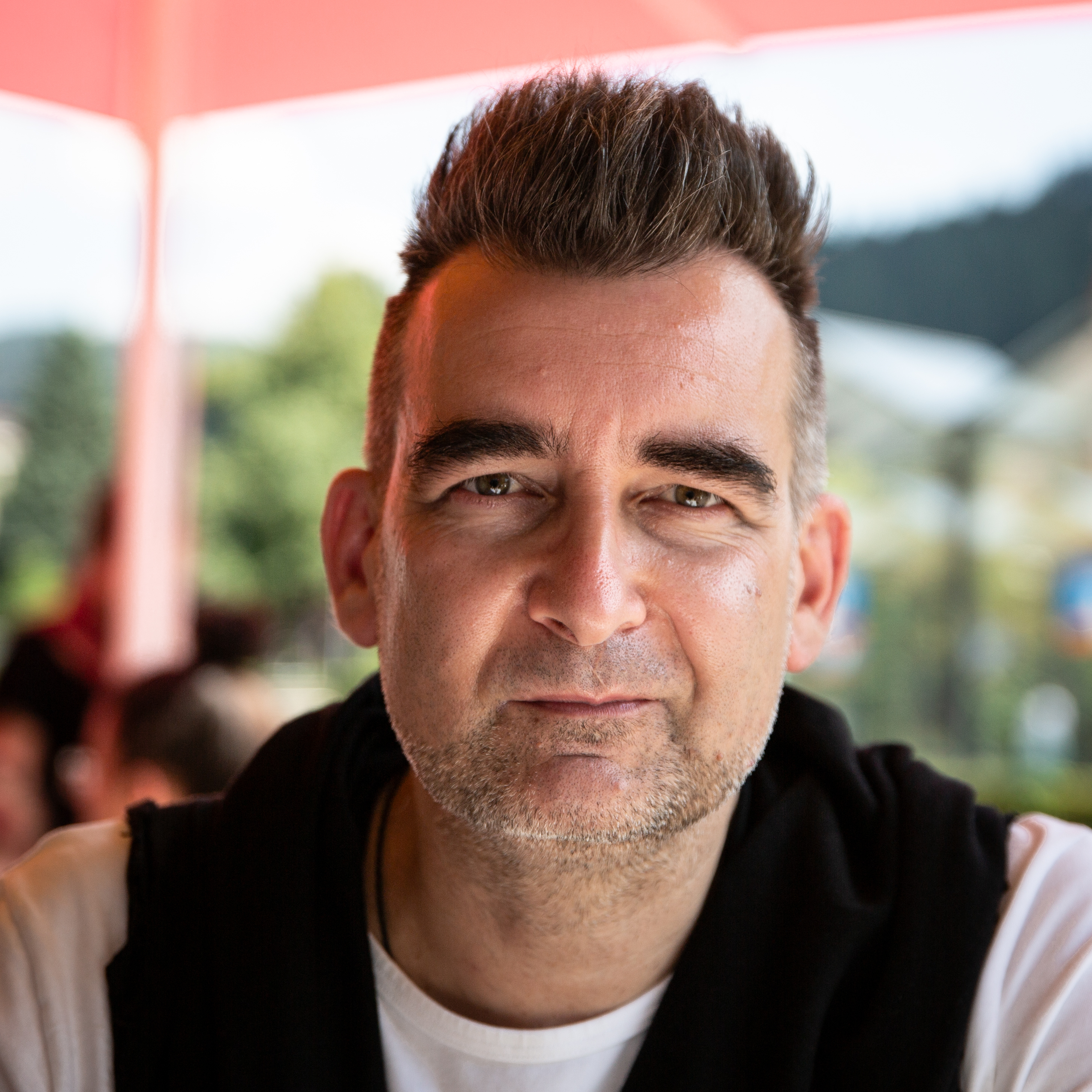
Michael Stavarič (* 1972)

- Stavast, Ivar (* 1998), niederländischer Handballspieler

### Stave
- Stave, John (1929–1993), deutscher Satiriker und Schriftsteller
- Stave, Sylvia (1908–1994), schwedische Silberschmiedin, Designerin und Illustratorin
- Stavec, Karmen (* 1973), slowenische Popsängerin
- Stavele, Filips van (1509–1563), spanischer Botschafter im Vereinigten Königreich
- Staveley, William (1928–1997), britischer Admiral of the Fleet
- Stavem, Per (1926–2006), norwegischer Kugelstoßer, Diskuswerfer und Zehnkämpfer
- Stavemann, Harlich H. (* 1950), deutscher Sachbuchautor und Psychologe
- Stavenhagen, Agnes (1860–1945), deutsche Opernsängerin (Sopran)
- Stavenhagen, Bernhard (1862–1914), deutscher Komponist und Pianist
- Stavenhagen, Carl Friedrich (1723–1781), deutscher Historiker und Stadtsekretär in Anklam
- Stavenhagen, Friedrich (1796–1869), preußischer Generalmajor und Politiker
- Stavenhagen, Fritz (1876–1906), deutscher Dramatiker und Erzähler
- Stavenhagen, Fritz (* 1945), deutscher SchauspielerFritz Stavenhagen (* 1945)

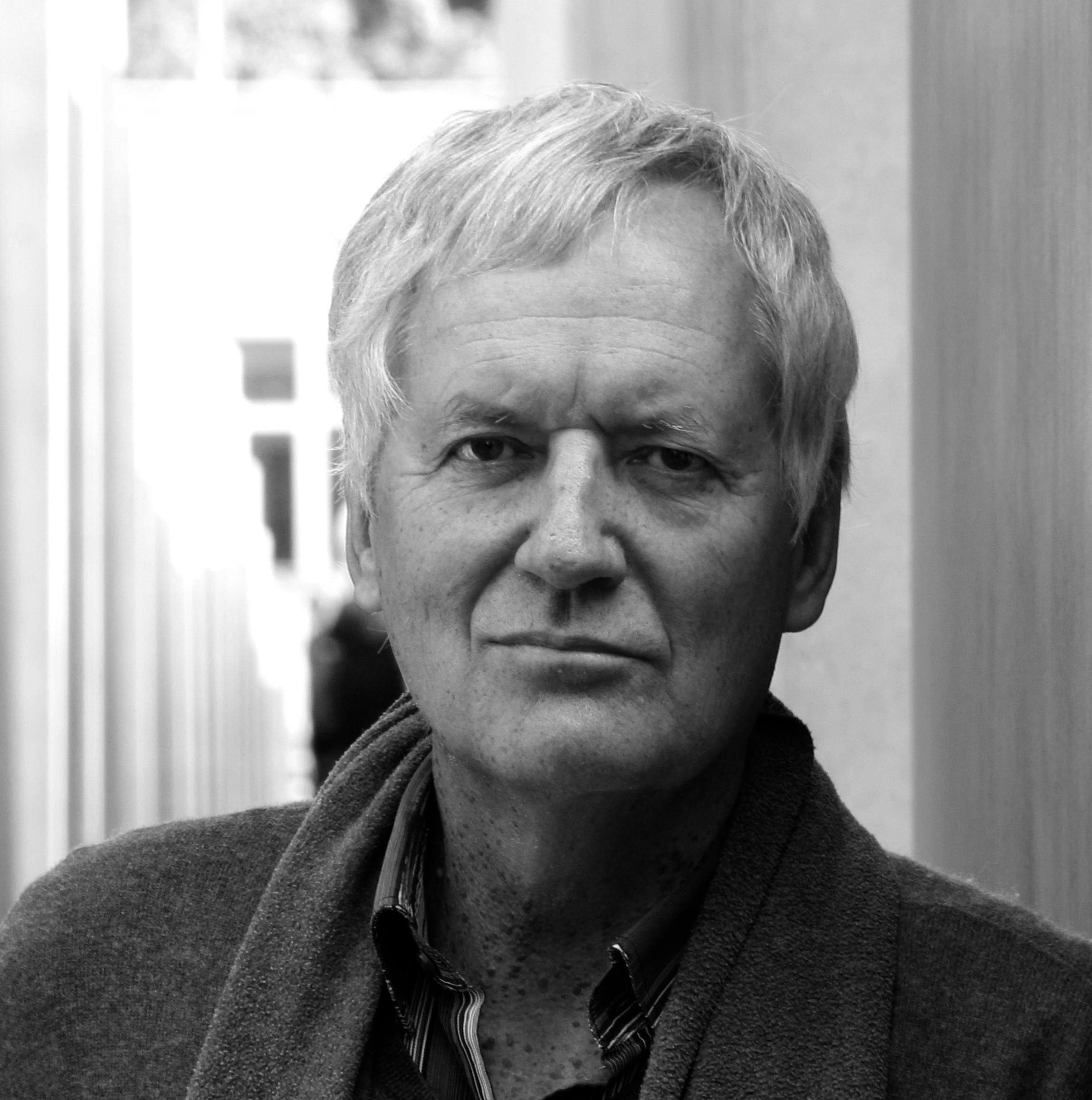
Fritz Stavenhagen (* 1945)

- Stavenhagen, Gerhard (1898–1971), deutscher Wirtschaftswissenschaftler, Hochschullehrer und Wirtschaftshistoriker
- Stavenhagen, Kurt (1884–1951), deutsch-baltischer Philosoph und Hochschullehrer
- Stavenhagen, Lutz (1940–1992), deutscher Politiker (CDU), MdB
- Stavenhagen, Max (1873–1949), deutscher Politiker (DNVP), MdHB und Hamburger Senator
- Stavenhagen, Nadja (* 1969), deutsche Journalistin
- Stavenhagen, Oskar (1850–1930), deutsch-baltischer Historiker und Archivar
- Stavenhagen, Otto (1831–1874), deutscher Politiker, MdR
- Stavenhagen, Rodolfo (1932–2016), mexikanischer Soziologe
- Stavenhagen, Wilhelm Siegfried (1814–1881), deutsch-baltischer Bildhauer und Zeichner
- Stavensby, Alexander († 1238), englischer Geistlicher und Diplomat, Bischof von Coventry und Lichfield
- Staver, Julie (* 1952), US-amerikanische Hockeyspielerin
- Staver, Tuva Toftdahl (* 1990), norwegische Skilangläuferin
- Staveren, Cornelis van (1889–1982), niederländischer Segler
- Staveren, Irene van (* 1963), niederländische Wirtschaftswissenschaftlerin und Hochschullehrerin
- Staveren, Jacob Cornelis van (1889–1979), niederländischer Elektrotechniker
- Staveren, Petra van (* 1966), niederländische Schwimmerin

### Stavi
- Stavickaja, Julia (* 1997), deutsche rhythmische Sportgymnastin
- Stavila, Andreea (* 2000), moldauische Leichtathletin
- Stävin, Mary (* 1957), schwedische Schauspielerin
- Stavinsky, David (1668–1722), deutscher Rechtswissenschaftler und Hochschullehrer
- Stavisky, Alexandre (1886–1934), französischer HochstaplerAlexandre Stavisky (1886–1934)

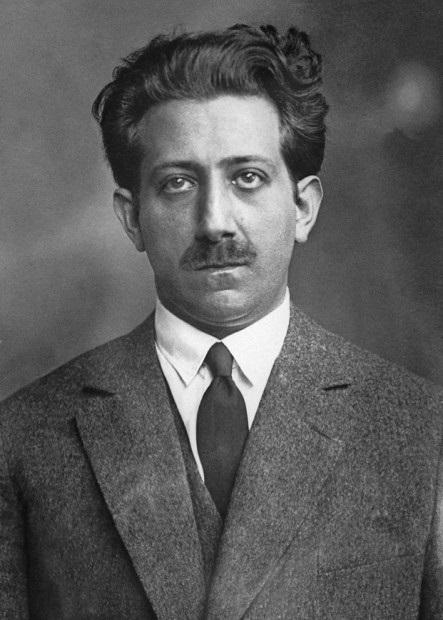
Alexandre Stavisky (1886–1934)

### Stavj
- Stavjaňa, Antonín (* 1963), tschechischer Eishockeytrainer und ehemaliger -spieler
- Stavjanik, Edd (1927–2008), österreichischer Schauspieler
- Stavjanik, Fanny (* 1966), österreichische Schauspielerin

### Stavn
- Stavngaard, Thomas (* 1974), dänischer Badmintonspieler

### Stavo
- Stavoer, Hinrik, deutscher Bildhauer
- Stavorinus, Johan Splinter (1739–1788), niederländischer Kapitän und Ostindienfahrer

### Stavr
- Stavrakakis, Georgios (1954–2015), griechischer Politiker (Panellinio Sosialistiko Kinima), MdEP
- Stavrakakis, Mitsos (* 1947), griechischer Lyriker und Komponist
- Stavrakakis, Vasilis (* 1946), griechischer Sänger
- Stavrakakis, Yannis (* 1970), griechisch-britischer Politologe und Hochschullehrer
- Stavrakidis, Efstratios, griechischer Billardspieler
- Stavrakopoulou, Francesca (* 1975), britische Religions- und Bibelwissenschaftlerin, Autorin und Hochschullehrerin
- Stavrev, Aleksandar (* 1977), nordmazedonischer Fußballschiedsrichter
- Stavrianopoulou, Eftychia (* 1962), griechische Althistorikerin
- Stavridis, Angelos (* 2003), deutsch-griechischer Fußballspieler
- Stavridis, James G. (* 1955), US-amerikanischer AdmiralJames G. Stavridis (* 1955)

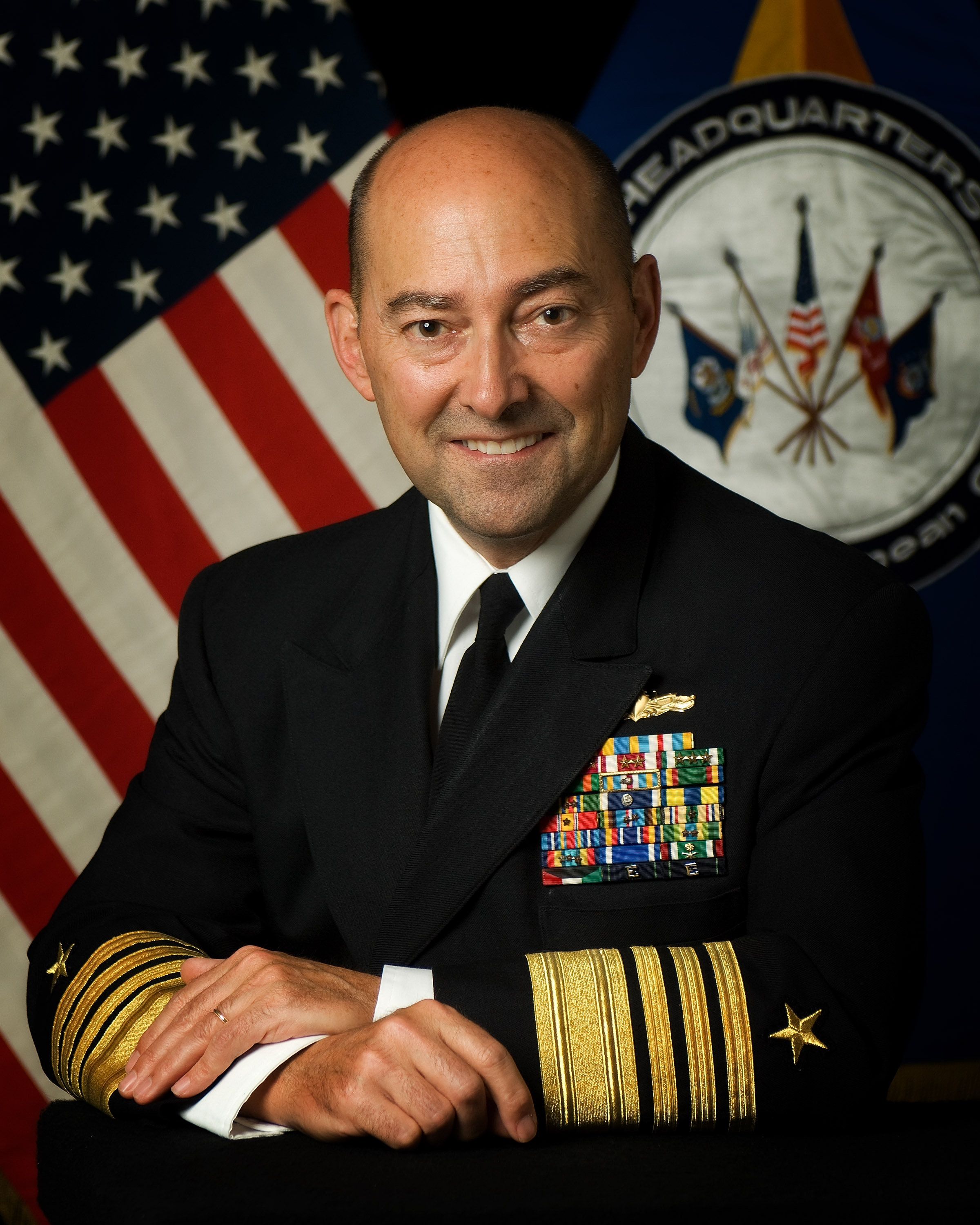
James G. Stavridis (* 1955)

- Stavropoulos, Konstantinos (* 1975), griechischer Basketballspieler
- Stavros, Jasmin (1954–2023), kroatischer Pop-Musiker
- Stavrou, Dimitrios (1935–2012), griechischer Neuropathologe
- Stavrou, Kalypso (* 1998), zyprische Leichtathletin
- Stavrou, Melita (* 1952), griechische Sprachwissenschaftlerin
- Stavrou, Theofanis George (* 1934), griechischer Historiker und Neogräzist
- Stavrum, Arild (* 1972), norwegischer Fußballspieler

### Stavs
- Stavsky, Abraham (1906–1948), israelischer Zionist und Mitglied der zionistischen Jugendorganisation Betar